# Ivor Guest (1. baron Wimborne)

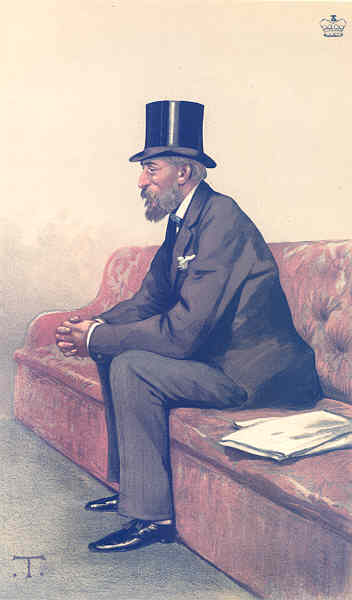
Ivor guest

Ivor Bertie Guest (ur. 29 sierpnia 1835 w Dowlais w Walii, zm. 22 lutego 1914 w Canford Manor w Dorset) – brytyjski arystokrata, syn Johna Josiaha Guesta, 1. baroneta, właściciela Dowlais Iron Company i największego eksportera żelaza na świecie, i lady Charlotte Bertie, wybitnej walijskiej pisarki i tłumaczki, córki 9. hrabiego Lindsay.

## Życiorys
Wykształcenie odebrał w Harrow School i w Trinity College na Uniwersytecie Cambridge, które kończył w 1856 r. z tytułem magistra sztuk . Jego ojciec zmarł w 1852 r. i Ivor został 2. baronetem Guest of Dowlais i stał się właścicielem rodzinnej fortuny zbitej na eksporcie żelaza z walijskich kopalń należących do rodziny Guestów. W 1862 r. został Wielkim Szeryfem Glamorgan, zaś w latach 1896–1897 był burmistrzem Poole. W 1880 r. został mianowany baronem Wimborne.

## Życie prywatne
25 maja 1868 r. poślubił lady Cornelię Henriettę Marię Spencer-Churchill (1847–1927), córkę Johna Spencer-Churchilla, 7. księcia Marlborough i lady Frances Vane, córki 3. markiza Londonderry. Ivor i Cornelia mieli razem trzech synów i dwie córki:
- Frances Charlotte Guest, żona Frederica Thesigera, 1. wicehrabiego Chelmsford, miała dzieci
- Rosamond Cornelia Gwladys Guest (zm. 1947), żona Matthew Ridleya, 2. wicehrabiego Ridley, miała dzieci, jej wnukiem jest Matthew Ridley, 4. wicehrabia Ridley
- Ivor Churchill Guest (1873–1939), 1. wicehrabia Wimborne
- Christian Henry Charles Guest (1874–1957), ożenił się z Frances Lyttelton, miał dzieci
- Frederick Edward Guest (1875–1937), polityk
- Lionel Guest (1880–1935), członek Rady Hrabstwa Londyn
- Oscar Guest (1888–1958)

Zmarł w wieku 79 lat i został pochowany 26 lutego 1914 w Dorset. Jego testament (napisany 22 października 1905) został odczytany w kwietniu 1914 r. Pozostawił po sobie majątek oceniany na 250 000 funtów.